# Beyond the Sea
Beyond the Sea peti je studijski album španjolskog simfonijskog metal sastava Dark Moor. Objavljen je 28. veljače 2005. godine, a objavila ga je diskografska kuća Arise Records.
Prvi je album na kojem bas-gitaru svira Dani Fernández. Pjesma "Beyond the Sea" također se pojavila na kompilaciji za uspomenu na producenta Big Simona.

## Popis pjesama
| 1.    | »Before the Duel«                                    | 3:50 |
| 2.    | »Miracles«                                           | 6:12 |
| 3.    | »Houdini's Great Escapade«                           | 4:59 |
| 4.    | »Through the Gates of the Silver Key« (instrumental) | 0:54 |
| 5.    | »The Silver Key«                                     | 6:16 |
| 6.    | »Green Eyes«                                         | 4:36 |
| 7.    | »Going On«                                           | 4:42 |
| 8.    | »Beyond the Sea«                                     | 3:59 |
| 9.    | »Julius Caesar (Interlude)« (instrumental)           | 2:26 |
| 10.   | »Alea Jacta«                                         | 5:01 |
| 11.   | »Vivaldi's Winte« (instrumental)                     | 7:40 |
| 50:35 |                                                      |      |

## Zasluge
Dark Moor
- Alfred Romero - vokali, akustična gitara
- Enrik García - gitara, orkestracija, grubi vokali
- Daniel Fernández - bas-gitara
- Andy C. - bubnjevi, klavir

| Dodatni glazbenici - Dobrin Ionela - zborski vokali - Mamen Castaño - zborski vokali - Nacho Ruiz - zborski vokali - José Garrido - zborski vokali - Kiko Hagall - zborski vokali - Marcial Ortiz - zborski vokali - Juan Vidal - zborski vokali - Elena Canales - zborski vokali - Lucia Ribera - zborski vokali - Tina Alonso - zborski vokali - Yolanda Alonso - zborski vokali | Ostalo osoblje - Francisco José García - tekstovi (pjesme 1, 3, 4, 7, 9, 10, 11) - Luigi Stefanini - produciranje, miksanje, inženjering, mastering - Enrik García - produciranje - Derek Gores - omot albuma - Diana Alvarez - fotografija - Big Simon - snimanje, miksanje |